# St. Leodegar (Schliengen)

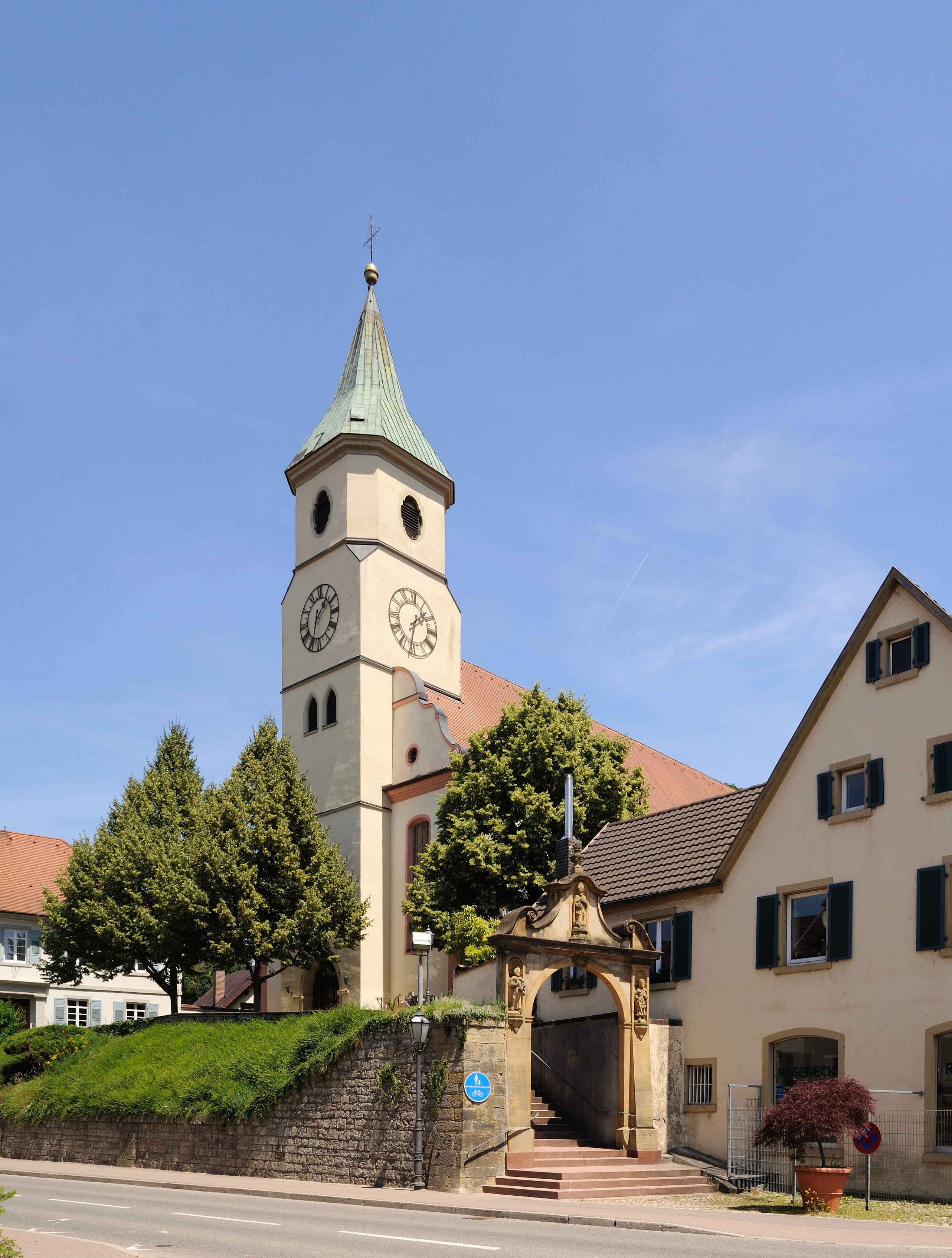
St. Leodegar in Schliengen von Südwesten

St. Leodegar ist eine römisch-katholische Pfarrkirche in der Gemeinde Schliengen im Markgräflerland, die unter dem Patrozinium des heiligen Leodegar steht. Obwohl die Kirche Ende des 13. Jahrhunderts zum ersten Mal urkundlich erwähnt ist, stammen die ältesten Teile nachweislich sogar aus dem 12. Jahrhundert. Das Langhaus wurde in den 1750er Jahren neu erbaut. Stilelemente am Kirchturm und Ausstattungsgegenstände geben bis heute Zeugnis über die ehemalige Herrschaft des Fürstbischofs von Basel über Schliengen ab. Zusammen mit den Kirchen St. Leodegar (Bad Bellingen), St. Vinzenz (Liel) und St. Petrus und Paulus (Bamlach) bildet St. Leodegar in Schliengen eine Seelsorgeeinheit.

## Geschichte

### Vorgeschichte
Eine Kirche in Schliengen („ecclesia Sliengen“) wurde urkundlich zum ersten Mal 1275 erwähnt. Dennoch stammt der älteste Teil – der Turmunterbau – bereits aus der ersten Hälfte des 12. Jahrhunderts. Er ist heute weitgehend im Langhaus integriert. Ursprung und Patrozinium des heiligen Leodegar werden auf die frühere Grundherrschaft der elsässischen Fürstabtei Murbach zurückgeführt.
Nach der Renovierung der Kirche 1503 wurde sie durch den Konstanzer Bischof Balthasar Brenwalt konsekriert. Neben einem der Heiligen Maria geweihten Altar besaß die Kirche ab 1523 weitere Altäre zu Ehren der heiligen Beatus, Jodocus, Oswald und Helena. Das Dorf Schliengen, das zum Einflussbereich der Bischöfe von Basel zählte, gehörte bis 1719 zur Landvogtei Birseck.
1680 erhielt die Kirche eine von Hans Weitenauer in Basel gegossene Glocke, die während des Ersten Weltkrieges abgegeben werden musste. Eine weitere, nach Maria benannte Glocke wurde 1685 ebenfalls in Basel gegossen. Diese wurde nach dem Zweiten Weltkrieg dem Historischen Museum Basel übergeben.
In den 1740er Jahren sind mehrere Reparaturarbeiten belegt und bereits 1742 wird der bauliche Zustand der Kirche als miserabel eingestuft und sogar Einsturzgefahr festgestellt. Neben verfaulten Deckenbalken war das Mauerwerk so desolat, dass bereits 1748 sogar ein Mauerstück abgestützt werden musste. Infolge dieses Zustandes kamen am 3. Juli 1751 die baupflichtigen Zehntherren im Schliengener Pfarrhaus zusammen, um über den Neubau zu beratschlagen. Da sich der Kanzler des Johanniter-Großmeisters dagegen sträubte, sich finanziell zu beteiligen, kam es zu juristischen Auseinandersetzungen.

### Neubau des Langhauses
Im Zuge der Erneuerung des Langhauses in den Jahren 1753 bis 1755 erhielt das Gotteshaus auf der Südseite eine Sakristei. Gleichzeitig erhöhte man den Glockenturm um ein viertes Geschoss und ersetzte das alte Satteldach durch eine Welsche Haube. Für die Durchführung der Umbauarbeiten war der Oberwiler Baumeister, Steinmetz und Bildhauer Adam Hörig (auch: Johann Adam Häring) verantwortlich. 1760 erhielt die Kirche eine Orgel und zwölf Bilder mit Szenen aus dem Leben Marias vom Hochstift Basel, da sie wegen der Umgestaltung des Arlesheimer Doms dort nicht mehr verwendet werden konnten. Die von 1697 stammenden Gemälde wurden teilweise im Chor und teilweise auf der Orgelempore ausgehängt.
In den Jahren 1808 bis 1812 ersetzte man das Kirchendach durch ein achtseitiges, weniger reparaturanfälliges Pyramidendach. Im Jahr 1880 schmückte der badische Hofmaler Wilhelm Dürr der Ältere (1815–1890) die Ostwand des Chors aus. An die Stelle des Arlesheimer Hochaltars trat ein neuer im Louis XVI-Stil. 1884 stiftete Graf Otto von Andlaw den Ankauf der Kreuzwegstationsbilder und der beiden Statuen St. Joseph und St. Leodegar.  Restaurierungen am Langhaus und die Reparatur der Orgel wurden von 1895 bis 1896 vorgenommen. 1913 bis 1915 erfolgte ein Umbau der Sakristei und der Paramentenkammer, an deren Kosten sich ebenfalls die Grafenfamilie von Andlaw beteiligte. Die erste elektrische Beleuchtung erhielt das Gotteshaus 1919.
In den Jahren 1970 bis 1972 führte man umfangreiche Innenrenovierungen durch. An der nördlichen Chorwand wurden zwei Altarfiguren auf Konsolen aufgestellt, die aus dem vorherigen Hochaltar stammen. Neu eingebracht wurden der Altar aus Juramarmor – von Bruno Knittel entworfen – sowie Ambo und Tabernakel aus Messing. Darüber hinaus wurde ein neuer Plattenboden aus Juramarmor gelegt und das Gotteshaus erhielt ein neues Eichenholzgestühl. Nach Ende der Arbeiten erfolgte durch den Freiburger Weihbischof Karl Gnädinger am 15. April 1972 eine Weihe. In den Jahren 1993 bis 1995 wurden die elf Kreuzwegbilder sowie die Bilder der Seitenaltäre renoviert.

## Beschreibung

### Kirchenbau

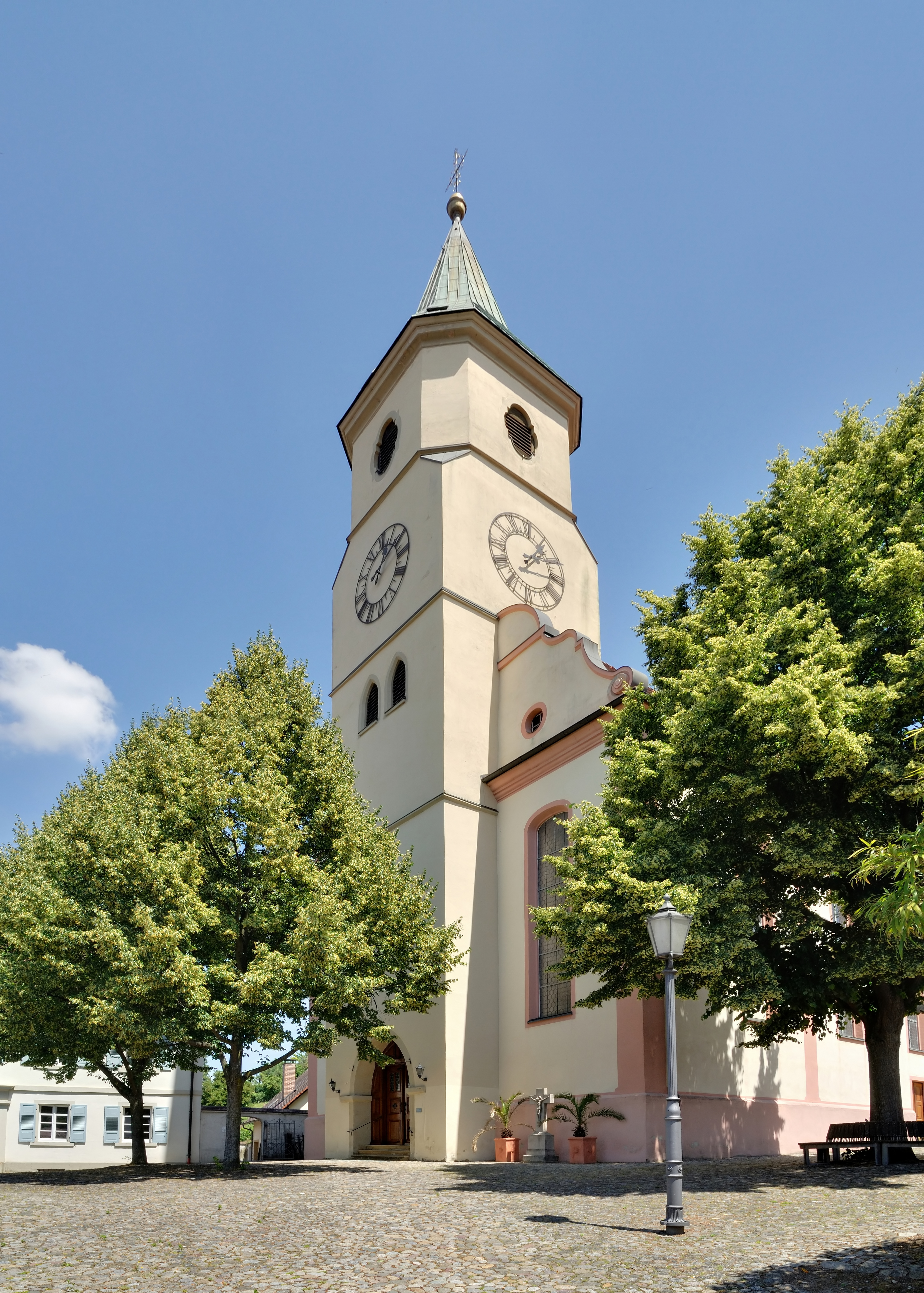
Kirche und Vorplatz

St. Leodegar in Schliengen liegt erhöht auf einem kleinen Hügel im Ortskern an der Durchgangsstraße B 3. Von der Straße aus erreicht man die Kirche über ein Treppenportal, das auf eine mauerbestandene Erhebung führt. Westlich des Kirchturms ist ein gepflasterter Platz vorgelagert, nördlich davon liegt das Pfarrhaus.
Langhaus und Chor sind zusammen durch ein mächtiges Dach gedeckt. Das Satteldach geht am 3/8-Abschluss des Chors in ein Walmdach über. Die Dachansätze im Westteil werden durch geschwungene Volutengiebel kaschiert. Zur Westseite erhebt sich der 42 Meter hohe, viergeschossige Glockenturm, in dem sich auch das Hauptportal befindet. Im dritten Geschoss trägt er an allen vier Seiten je ein großes Zifferblatt der Turmuhr. Darüber springt das vierte Geschoss mit achteckigem Grundriss leicht zurück. Am Übergang sind die Ecken leicht abgeschrägt. Im vierten Stock befinden sich ebenfalls zu allen vier Seiten ovale Klangarkaden. Das Dach wird von einem achtseitigen, nach oben hin steiler werdenden Pyramidendach aus grünem Kupferblech, einer Turmkugel und einem Kreuz bekrönt. An der Südseite des Langhauses angebaut liegt die Sakristei.
Am Turm an der Westwand, links des Eingangs, ist ein Epitaph für Falix von Adlau (?) († 1763) eingelassen.

### Innenraum und Ausstattung

#### Wandbilder

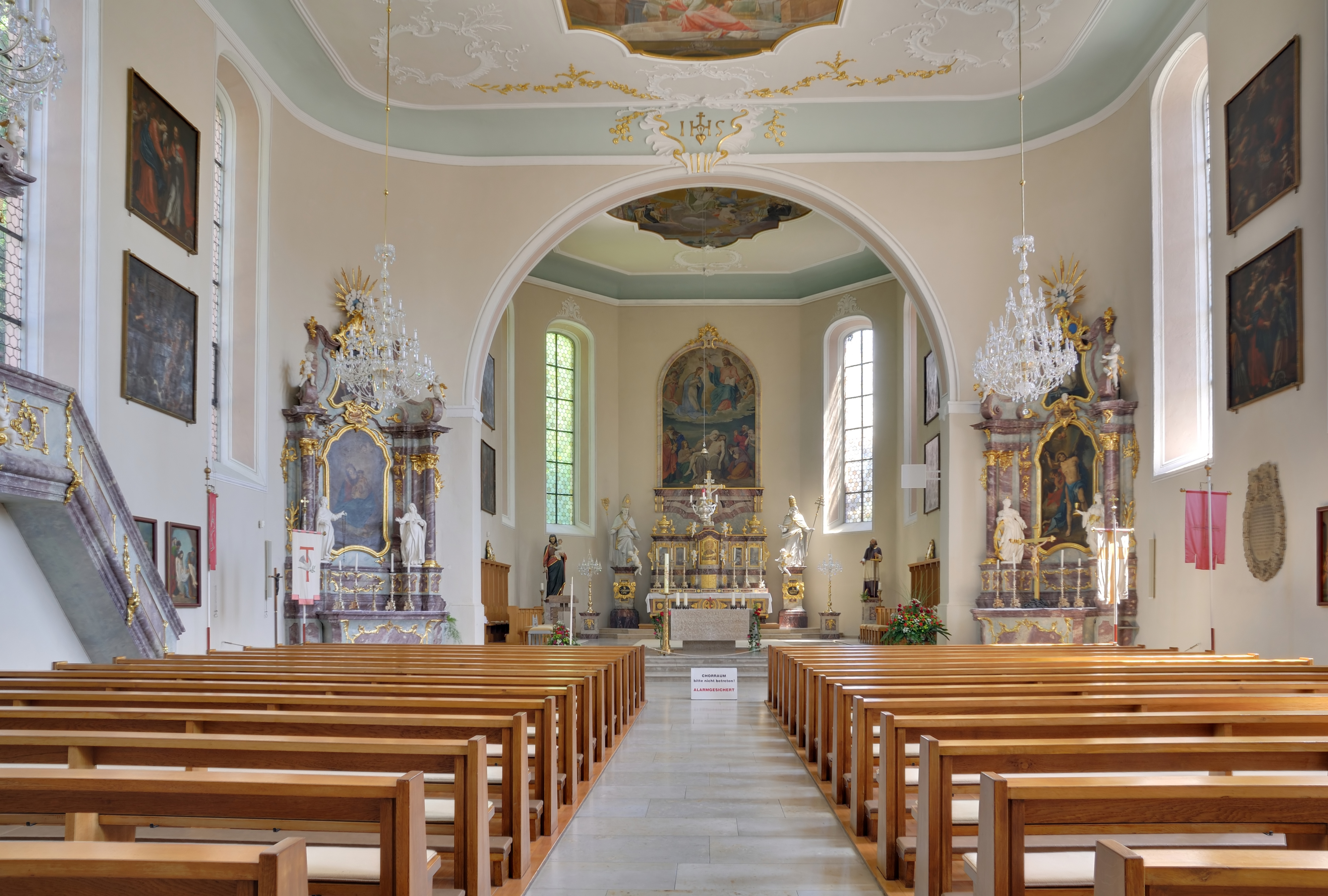
Blick ins Langhaus Richtung Chor

In das Langhaus ist eine flache Stuckdecke eingezogen. Chor und Langhaus sind über einen Triumphbogen getrennt. Entlang der Langhauswände finden sich elf von insgesamt zwölf Wandbildern aus der sogenannten Arlesheimer Serie. Sie wurden 1696 vom Basler Domstift in Arlesheim in Auftrag gegeben und vom Rottweiler Künstler Johann Georg Glückher 1697 gemalt. Die fast quadratischen Bilder (172 × 178 cm) kamen 1760 von Arlesheim nach Schliengen. Nachdem sie bis 1972 in der Kirche hingen, entfernte man die Gemälde für 20 Jahre und bewahrte sie in einem Raum des Mauchener Schulhauses auf. In den 1990er Jahren wurden sie fachkundig restauriert und hängen seither wieder im Schliengener Gotteshaus. Sie zeigen die Szenen: Verkündigung der frohen Botschaft an Maria, Vermählung Mariens, Heimsuchung der Elisabeth, Geburt Jesu, Anbetung der Heiligen Drei Könige, Darbietung Jesu im Tempel, Flucht nach Ägypten, Auffindung des zwölfjährigen Jesusknaben im Tempel, Hochzeit von Kana, Abschied Jesu von Maria und den weinenden Frauen, Tod Mariens, Krönung Mariens im Himmel. Jedes Bild trägt ein Wappen der stiftenden Basler Domkapitelmitglieder.
Die ebenfalls an den Langhauswänden befindlichen Kreuzwegbilder stammen von den Freiburger Künstlerinnen Crescentia Stadler und Marie Jacquot und wurden 1871 gemalt.

#### Altäre
Beidseitig des Chorbogens stehen zwei barocke Seitenaltäre. Aufbauten und Statuen wurden von Johann Michael Winterhalder geschaffen. Der linke Altar zeigt Statuen der heiligen Dominikus und Katharina von Siena, der rechte der heiligen Katharina von Alexandrien und Barbara von Nikomedien. Geschmückt sind beide Altäre mit Säulen und Pilastern. Sie tragen je zwei Gemälde. Das größere sitzt zwischen den Säulen, ein kleines darüber schmückt mittig den Aufbau. Der linke Marienaltar stellt Maria mit Kind dar; das Bild überdeckt ein älteres mit schwächerer Farbschicht. Das Oberbild zeigt Judas Thaddäus mit Beil-Attribut und Buchinschrift „Misericordia vobis, et pax, et charitas adimpleatur“ („Erbarmen, Friede und Liebe seien in Fülle mit Euch“). Der rechte Altar zeigt im Hauptbild den heiligen Sebastian am Marterpfahl, dem ein Engel während seiner Pein beisteht. Das Oberbild stellt den heiligen Aloysius in andächtiger Pose dar. Maler der 1770 entstandenen Altarbilder war der Freiburger Künstler Johann Pfunner.

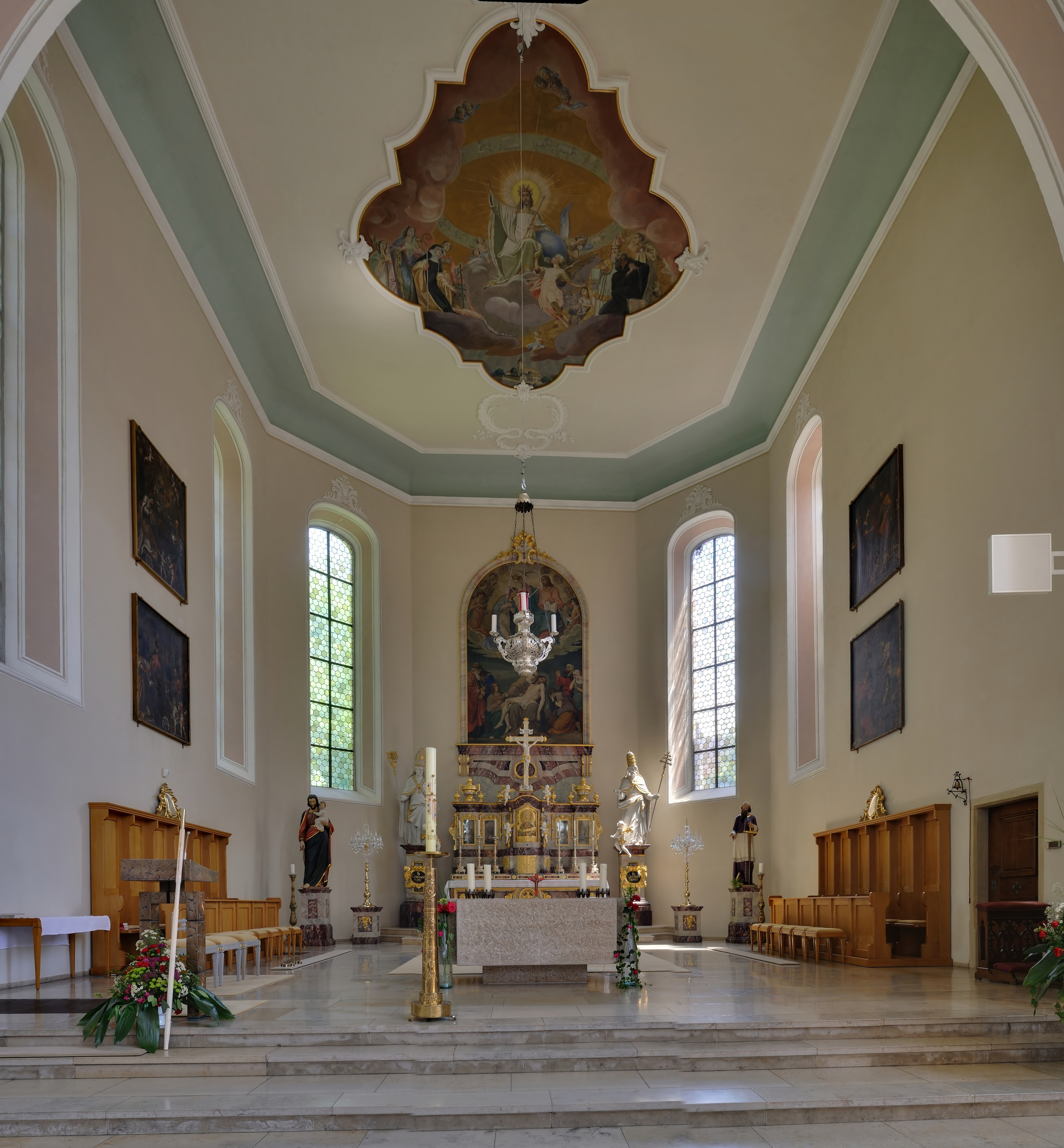
Altarraum im Chor

Den klassizistischen Choraltar und das Wandbild darüber schuf Wilhelm Dürr im Jahr 1880. Die Darstellungen in Temperatechnik zeigen im unteren Teil Jesus Christus, der vom Kreuz herab genommen wird und im oberen Teil die Marienkrönung. Das Bild mit bogenförmigem Abschluss ist in eine teilweise vergoldete Fassung eingelassen. Der mit vier weißen Putten verzierte Altar weist in der Mitte einen Tabernakelblock auf. Beidseitig davon befinden sich vier rechteckige Darstellungen aus dem Alten und Neuen Testament. Die in goldenen Rahmen eingefassten Miniaturgemälde des Freiburger Künstlers Simon Göser sind hinter Glas geschützt. Die Szenen zeigen: Abraham opfert Isaak, das letzte Abendmahl, Christus in Emmaus mit zwei Jüngern am Tisch und das Opfer des Melchisedech.
Dürr schuf bewusst einen eckigen und nüchtern wirkenden Altar, da er die Barockkunst als sehr geschmacklos und als „eitle Darstellung im Strudel moderner Koketterie“ ansah. Die zwei auf Konsolen aufgestellten Hochaltarstatuen – rechts Papst Leo IX., links Bischof Konrad von Konstanz – flankieren den Altar, stammen allerdings aus dem Jahr 1681 und waren bereits Bestandteil des vorherigen Altars. Beide Statuen sind von dem Luzerner Künstler Michael Hartmann.
Der im Chor aufgestellte, kreuzförmige Zelebrationsaltar aus einem wuchtigen und schlichten Juramarmorblock stammt von Bruno Knittel.

#### Kanzel

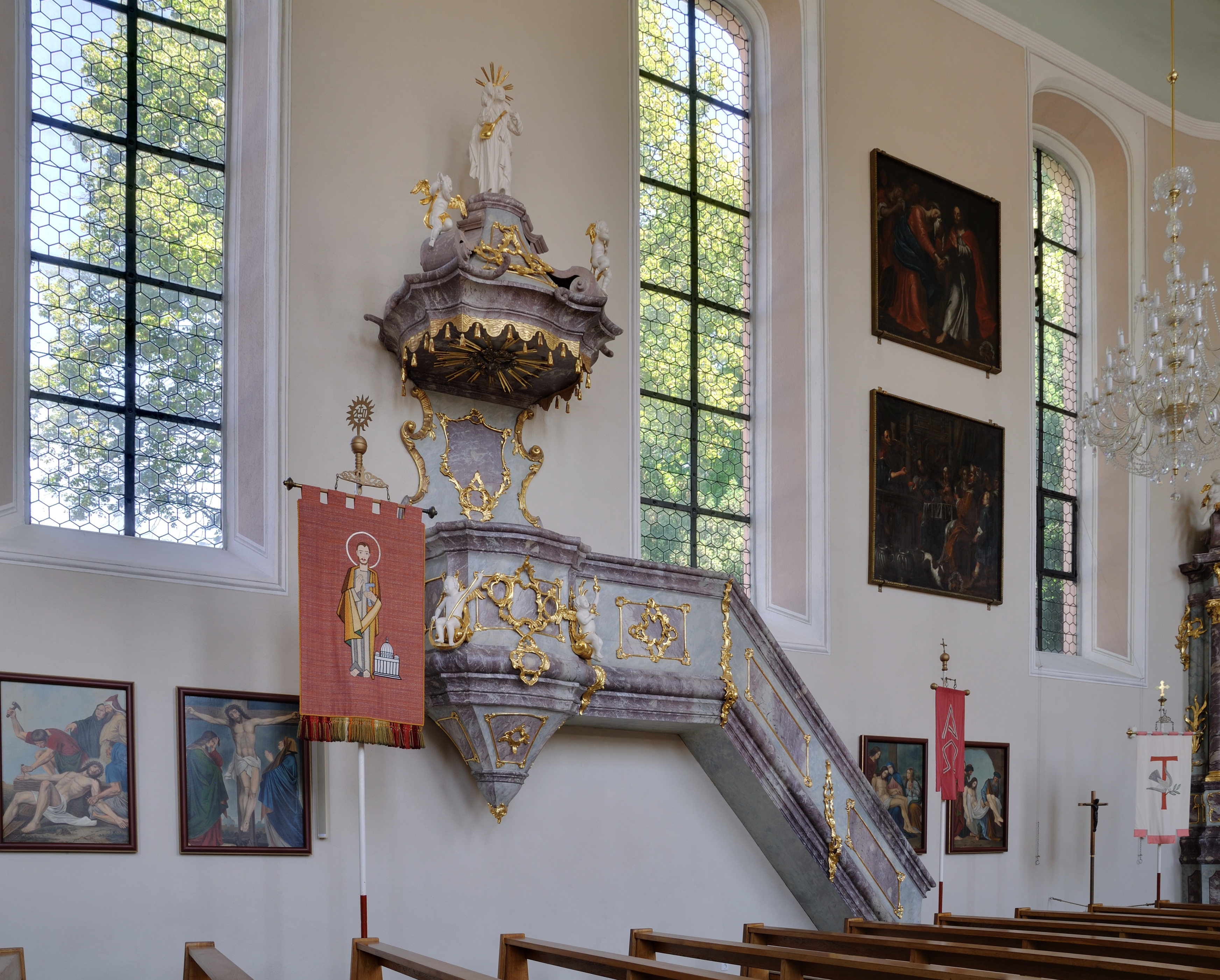
Kanzel

Die Kanzel an der Nordwand ersetzte 1770 eine ältere aus Arlesheim. Der Kanzelkorb wird im Stil des Rokoko von Engelskindern mit den Attributen Kreuz, Anker und brennendes Herz geschmückt, die symbolisch für Glaube, Hoffnung und Liebe stehen. Der marmorne Untergrund der Kanzel ist mit vergoldeten rechteckigen Fassungen und Ranken verziert. An der Unterseite des Schalldeckels schwebt eine Taube als Zeichen der Gnade Gottes. Der Rand wird von herabhängenden, goldfarbenen Pinienzapfen mit Saum geschmückt. Die Zapfen versinnbildlichen, dass die Verkündigung der Frohen Botschaft in den Herzen der Gläubigen auf fruchtbaren Boden fallen möge. Darüber sitzen auf der Haube zwei weitere Engelkinder in anbetender Haltung auf Volutenbügeln. Die Spitze bildet eine Statue des Guten Hirten. Gegenüber der Kanzel an der Langhaussüdwand hängt ein Kruzifix aus Holz.

#### Deckengemälde

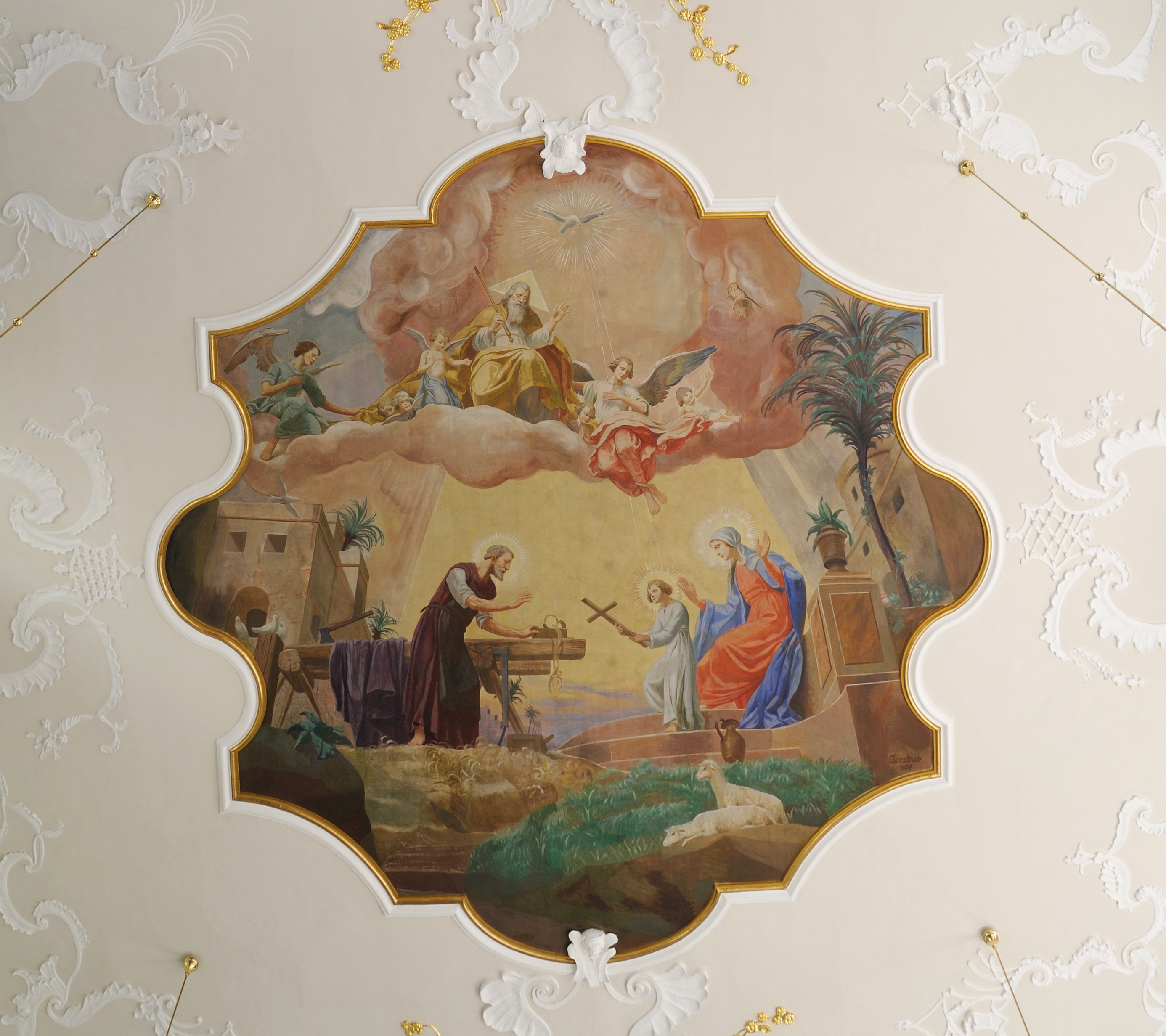
Zentrales Deckenfresko

An der Langhausdecke befinden sich in Stuckfeldern umrahmt drei Fresken. Von der Orgelempore bis zum Chorbogen sind das: Darstellung des 1934 heiliggesprochenen Konrad von Parzham, im großen Zentralbild die Heilige Familie in der orientalischen Kulisse Nazareths sowie am Chorbogen das Martyrium des Kirchenpatrons Leodegar. Im Bogenfeld leitet das Christusmonogramm (IHS) in einer Kartusche zur Chordecke über. Die drei Deckenbilder wurden 1937 von Stefan Gerstner gemalt; seine Signatur und die Jahreszahl der Entstehung finden sich in den Darstellungen.
An der Westseite steht auf der Empore die Orgel; sie ist über eine Wendeltreppe links von der Turmhalle an der Südseite erreichbar. Rechts von der Turmhalle steht in einer Nische seit den 2000er Jahren ein kleiner Marienaltar. Die barocke Statue der Muttergottes mit Kind schuf der Freiburger Bildhauer Franz Xaver Hauser. Der Taufstein des Bildhauers Julius Zuck entstand 1878. Bevor der Marienaltar in die Nische integriert wurde, stand hier eine lebensgroße, kreuzschleppende Jesusstatue, die inzwischen an der Südwand unweit der Wendeltreppe zur Empore aufgestellt ist.
An der Langhaussüdwand erinnert ein Epitaph an Joh. Jax. Franciscus Heinrich Reich von Reichenstein († 5. August 1721) und seine Ehefrau Maria Anna Helena von Reichenstein, geb. von Pfirt († 16. Oktober 1749). In der Vorhalle ist eine Grabtafel für den Kirchmeier und Sonnenwirt Joh. Friedrich Metzger († 23. Mai 1774) eingelassen.

### Glocken und Orgel

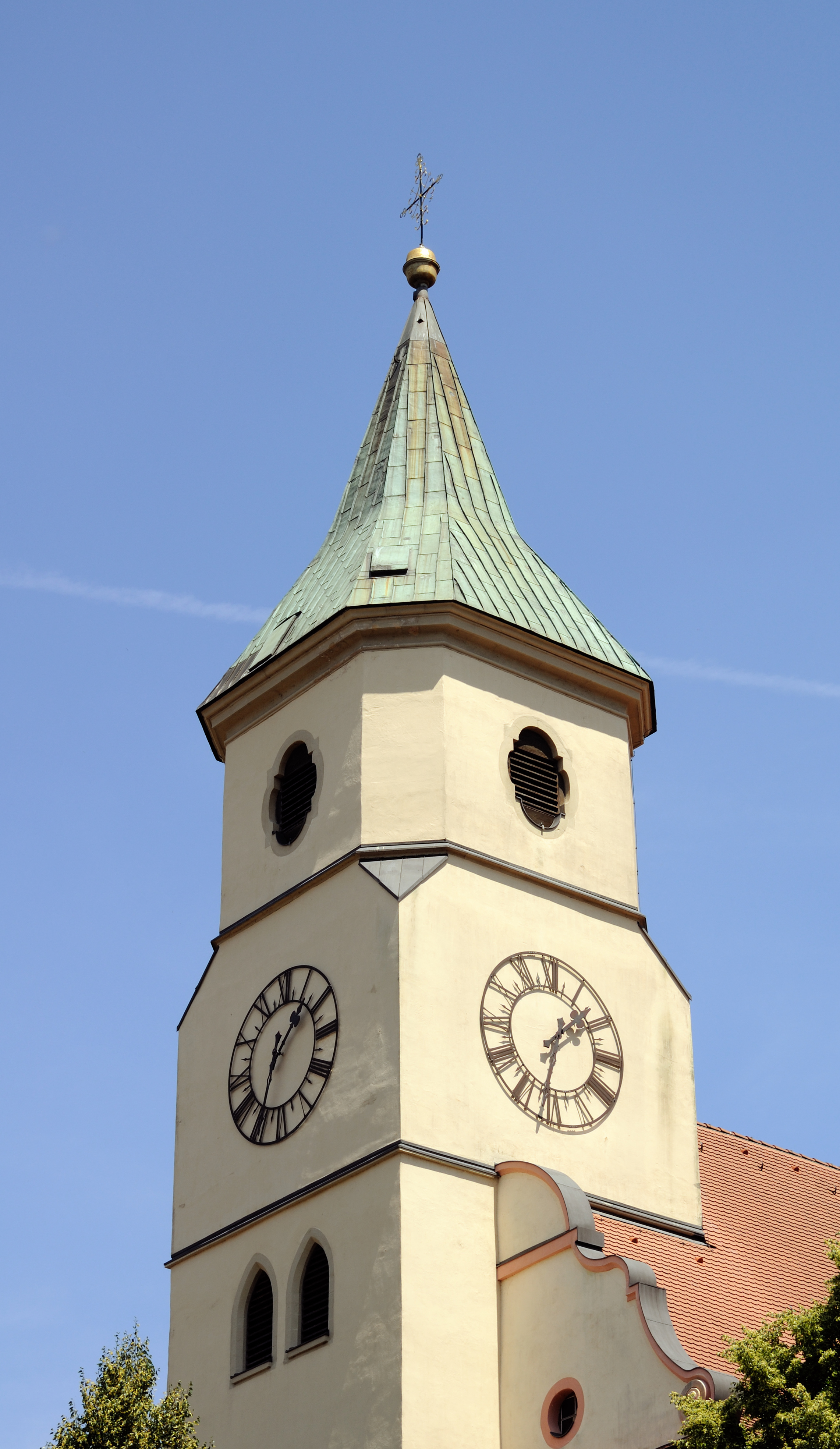
Glockenturm

- Das fünfstimmige Glockengeläut aus Bronze im Turm der Schliengener Kirche St. Leodegar wurde 1951 und 1953 (es') von Friedrich Wilhelm Schilling in Heidelberg gegossen und setzt sich wie folgt zusammen:[24][25]

| Glocke | Name                  | Gussjahr | Durchmesser | Gewicht | Schlagton |
| ------ | --------------------- | -------- | ----------- | ------- | --------- |
| 1      | Dreifaltigkeitsglocke | 1953     | 1230 mm     | 1120 kg | es′+4     |
| 2      | Leodegarglocke        | 1951     | 1070 mm     | 642 kg  | ges′+4    |
| 3      | Marienglocke          | 1951     | 909 mm      | 434 kg  | as′+4     |
| 4      | Schutzengelglocke     | 1951     | 840 mm      | 301 kg  | b′+4      |
| 5      | Bruder-Konrad-Glocke  | 1951     | 720 mm      | 170 kg  | des″+4    |
- Die 1974 von August Späth erbaute Orgel arbeitet mit Schleiflade und verfügt über eine mechanische Spiel- und eine elektronische Registertraktur. Das Instrument verfügt über 23 Register auf zwei Manualen und Pedal.[15]